# Franciszek Mróz (generał)

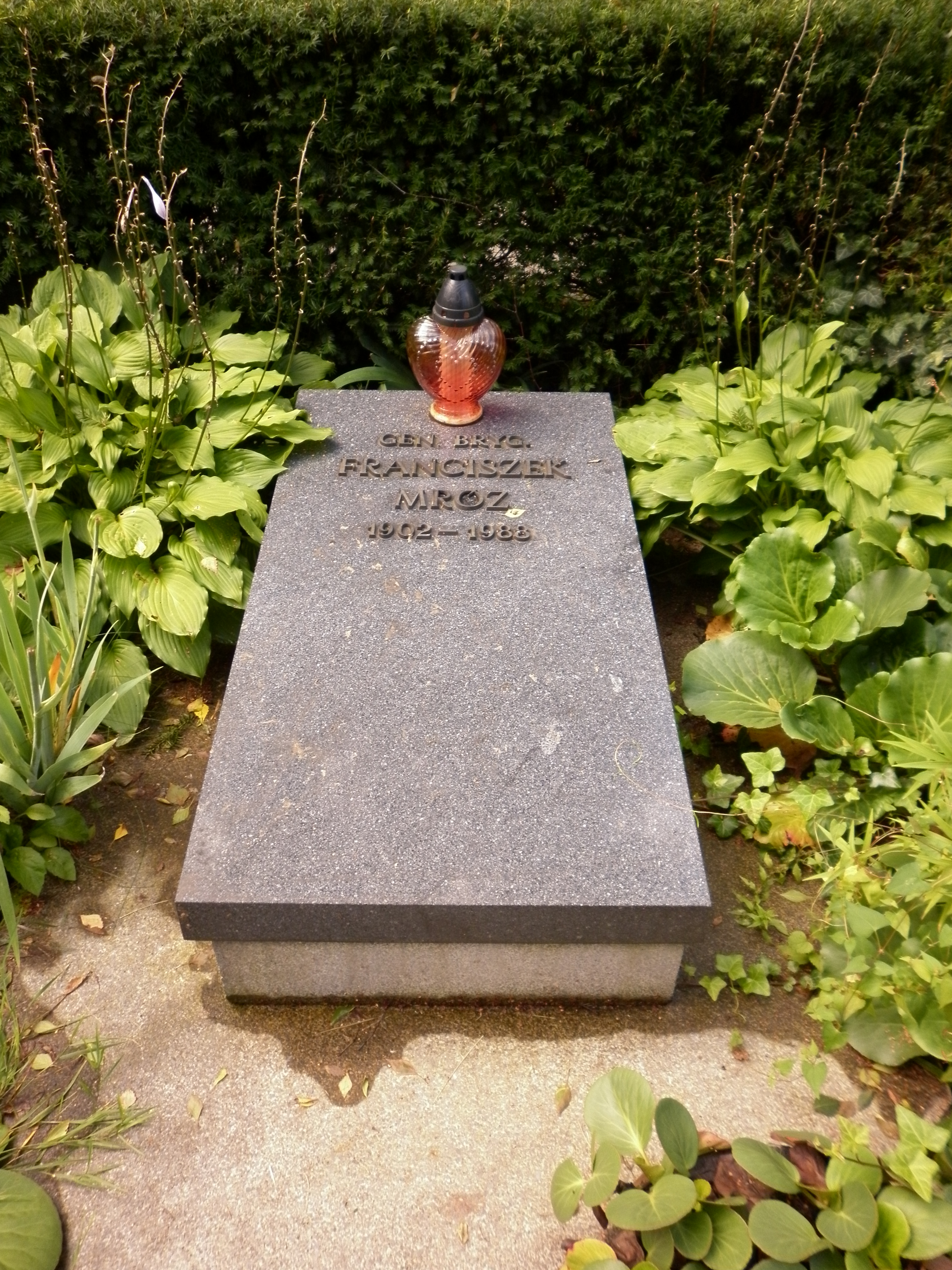
Grób Franciszka Mroza na Cmentarzu Wojskowym na Powązkach

Franciszek Mróz (ur. 3 października 1902 w Witaniowie k. Lubartowa, zm. 18 maja 1988 w Warszawie) – generał brygady ludowego Wojska Polskiego, zastępca szefa Głównego Zarządu Politycznego WP, działacz komunistyczny, od 1955 zastępca szefa Głównego Zarządu Politycznego WP.

## Życiorys
Brak potwierdzonych danych o jakimkolwiek wykształceniu F. Mroza, jednak on sam podawał, że skończył 4 klasy szkoły powszechnej. 1 lipca 1926 wstąpił do KPP. W grudniu 1926 został aresztowany za działalność komunistyczną i w 1927 skazany na 5 lat więzienia. 
Po wrześniu 1939 udał się na Kresy Wschodnie zajęte przez ZSRR i pracował w sowchozie. Skończył kursy polityczne w Moskwie i działał tam w środowisku polskich komunistów. We wrześniu 1942 ewakuowany do Kazachstanu. W maju 1943 wstąpił do armii Berlinga, skierowany do obozu w Sielcach nad Oką. 8 września 1943 w stopniu chorążego został zastępcą dowódcy 3 batalionu 2 pułku piechoty ds. polityczno-wychowawczych. Uczestnik bitwy pod Lenino. Na początku 1944 skończył kurs w Szkole Dowódców Batalionów i został dowódcą batalionu w 9 pułku piechoty. 15 marca 1944 został zastępcą dowódcy 3 pułku artylerii lekkiej ds. polityczno-wychowawczych, w której przeszedł szlak bojowy od Kowla do Wisły. 2 września 1944 został zastępcą dowódcy 1 Dywizji Artylerii Przeciwlotniczej ds. polityczno-wychowawczych. Brał udział w walkach koło Warszawy w styczniu 1945, następnie został zastępcą dowódcy 7 Dywizji Piechoty ds. polityczno-wychowawczych; na tym stanowisku walczył m.in. nad Nysą, pod Dreznem i Pragą. 
W lipcu 1945 został zastępcą dowódcy 11 Dywizji Piechoty ds. polityczno-wychowawczych, a w lutym 1946 przeniesiony do WOP. 15 października 1946 został zastępcą szefa Departamentu WOP ds. polityczno-wychowawczych. Od marca 1951 do stycznia 1953 przeniesiony do rezerwy – pełnił wówczas funkcję I sekretarza Komitetu Wojewódzkiego PZPR w Kielcach. Następnie został zastępcą dowódcy Warszawskiego Okręgu Wojskowego ds. politycznych. W latach 1954–1955 ukończył kurs doskonalący dla oficerów przy Akademii Politycznej im. Lenina w Moskwie, następnie 29 listopada 1955 został zastępcą szefa Głównego Zarządu Politycznego WP. W lipcu 1956 awansowany na generała brygady. 
15 listopada 1956 został attaché wojskowym, morskim i lotniczym przy Ambasadzie PRL w Sofii. 1 sierpnia 1959 przeniesiony na analogiczne stanowisko do Moskwy. Od 18 listopada 1961 szef Polskiej Misji w Komisji Nadzorczej Państw Neutralnych w Korei (do 8 lutego 1964). W sierpniu 1966 zakończył zawodową służbę wojskową, a z początkiem 1967 został przeniesiony w stan spoczynku.
25 maja 1988 na Cmentarzu Wojskowym na Powązkach (kwatera B4-9-10a) odbyła się uroczystość pogrzebowa z udziałem delegacji MON z Głównym Kwatermistrzem WP – wiceministrem obrony narodowej gen. broni Włodzimierzem Oliwą. Zmarłego pożegnał w imieniu żołnierzy WP I zastępca szefa Głównego Zarządu Politycznego WP wiceadmirał Ludwik Dutkowski.

## Odznaczenia
- Order Sztandaru Pracy II klasy (1954)
- Order Virtuti Militari V klasy (1947)
- Krzyż Oficerski Orderu Odrodzenia Polski
- Krzyż Kawalerski Orderu Odrodzenia Polski (1945)
- Order Krzyża Grunwaldu III klasy (1945)
- Medal za Warszawę 1939–1945
- Medal za Odrę, Nysę, Bałtyk
- Medal 10-lecia Polski Ludowej
- Medal 30-lecia Polski Ludowej
- Medal 40-lecia Polski Ludowej
- Medal Zwycięstwa i Wolności 1945
- Złoty Medal „Siły Zbrojne w Służbie Ojczyzny” (1958)
- Srebrny Medal Siły Zbrojne w Służbie Ojczyzny
- Brązowy Medal Siły Zbrojne w Służbie Ojczyzny
- Medal im. Ludwika Waryńskiego (1986)[2]
- Odznaka Grunwaldzka
- Medal „Za zwycięstwo nad Niemcami w Wielkiej Wojnie Ojczyźnianej 1941–1945” (ZSRR)
- i inne